# Etnia Dom
Los dom (también llamado domi ; en árabe: دومي‎   / ALA-LC : Dūmī, دومري / Dūmrī, Ḍom / ضوم o دوم , o a veces también llamado Doms) son un pueblo con orígenes en el subcontinente indio que a través de antiguas migraciones se encuentran dispersos en Asia occidental, África del norte, el Cáucaso, Asia central, la región de Anatolia oriental y partes del subcontinente indio. Su idioma tradicional es el domari, un idioma indoario en peligro de extinción, lo que convierte a los dom en un grupo étnico indoario. Se les ha asociado con otros grupos étnicos tradicionalmente itinerantes, llamados Rom/Roma/ Romani y Lom, los tres grupos se separaron pero comparten una historia similar. Específicamente, los antepasados de los Dom, los Domba abandonaron el subcontinente indio en algún momento entre la antigüedad tardía y la Alta Edad Media.

## Cultura
Los Dom tienen una tradición oral y expresan su cultura e historia a través de la música, la poesía y la danza. Inicialmente, se creía que eran una rama del pueblo romaní, aunque estudios recientes de la lengua domari sugieren que partieron del subcontinente indio más tarde que los romaníes, probablemente alrededor del siglo VI.
La palabra Dom se usa para describir a los pueblos que permanecieron en Persia y la Región de Anatolia Oriental /Turquía. En Marruecos, los grupos Sidi Mimoun y Ben Souda se encuentran entre los grupos gitanos marroquíes conocidos por su canto y música. 
Entre los diversos subgrupos de Domari, fueron parte inicial de Ghawazi (Al Ghawazi-Al Ghagar), quienes eran conocidos por su negocio de baile y música. Los bailarines de Ghawazi se han asociado con el desarrollo de su propia reputación de baile bajo el gobierno de Muhammad Ali Pasha.

## Distribución
La mayoría de la población estimada de 2,2 millones vive en Irán, la región de Anatolia Oriental en Turquía, Siria y, en gran medida, en Irak . Poblaciones más pequeñas se encuentran en Afganistán, Libia, Túnez, Argelia, Marruecos, Mauritania, Sudán, Jordania, Egipto, Israel, Palestina, Líbano y otros países del Medio Oriente y África del Norte.
Se desconoce la población real, ya que algunos Dom están excluidos de los censos nacionales y otros se etiquetan a sí mismos en términos nacionales en lugar de como Doms.
Hoy en día, hablan los idiomas dominantes de sus sociedades más grandes, pero el domari, su idioma nacional, continúa siendo hablado por comunidades más insulares.Los iraníes los llamaron gurbati o kouli, el primero significa "pobre" y el segundo significa "extranjeros".
Hay una gran concentración de Dom en Jordania. Los investigadores han escrito que "se adaptan al racismo árabe ocultando su identidad étnica", ya que no serían aceptados en la sociedad árabe una vez que se revele su verdadera identidad. 
En Jordania, se hacen llamar Bani Murra.